# إليعازر (مستوطنة)
إليعازر  (بالعبرية: אֶלְעָזָר) مستوطنة مجتمعية إسرائيلية، أقيمت عام 1975 جنوب غرب محافظة بيت لحم جنوب الضفة الغربية على أراضي بلدة الخضر، وتقع إداريًا ضمن اختصاص مجلس جوش عتصيون الإقليمي. في عام 2018 كان عدد سكانها 2,510 مستوطنًا.

## الجانب القانوني
يعتبر المجتمع الدولي المستوطنات الإسرائيلية في الضفة الغربية غير قانونية بموجب القانون الدولي، لكن الحكومة الإسرائيلية تعارض ذلك.